# 阿琳·罗特-福肯
阿琳·罗特-福肯（德語：Aline Rotter-Focken，1991年5月10日—），旧姓福肯（Focken），德国女子摔跤运动员。她曾代表德国参加2016年和2020年夏季奥林匹克运动会摔跤比赛，其中2020年奥运会获得一枚金牌。